# 秘湯

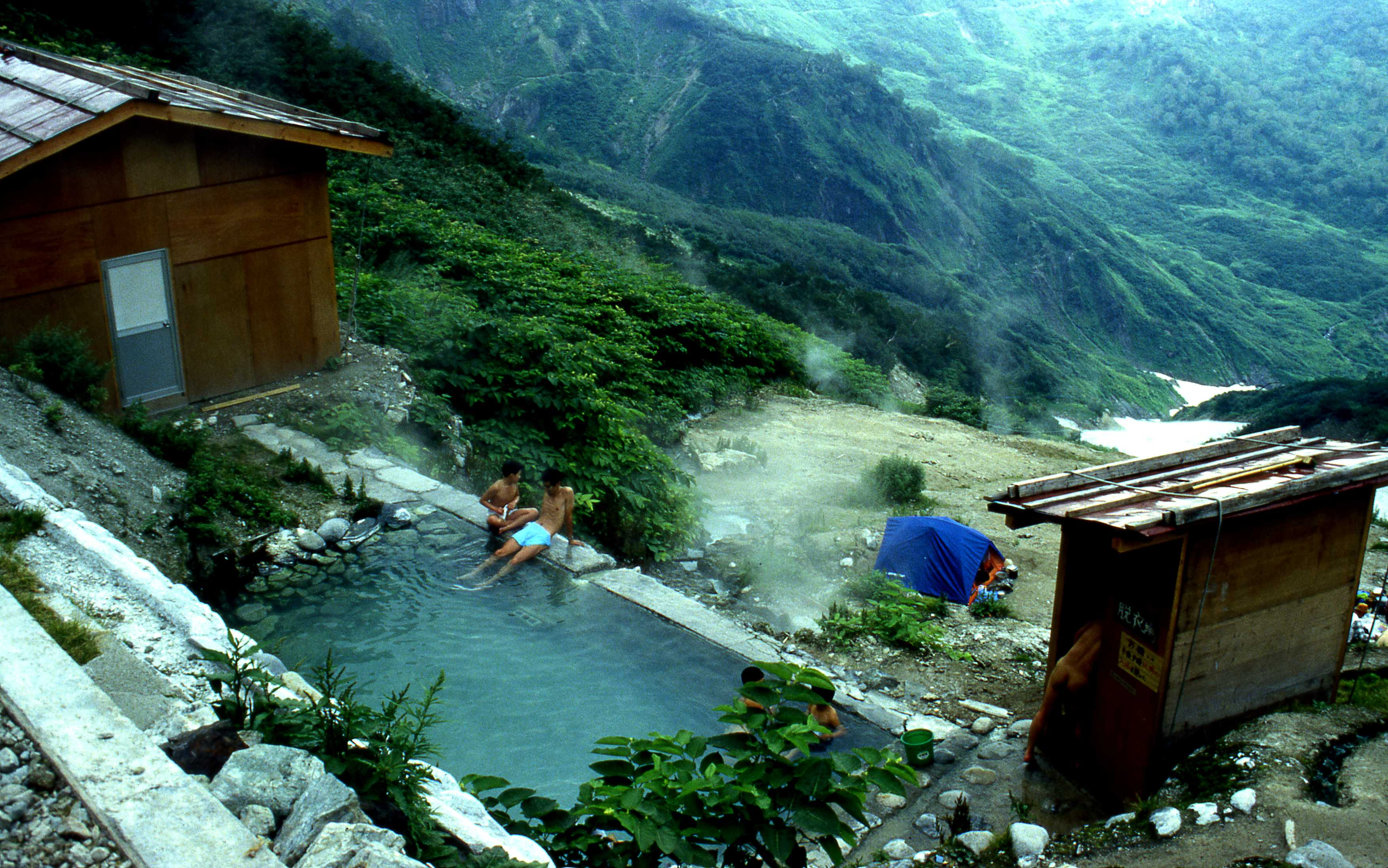
登山者しか行けない温泉、白馬鑓温泉は白馬鑓ヶ岳中腹の標高2,100mに位置する。

秘湯（ひとう）は、主に山奥やかつては陸の孤島と云われたような交通の便が悪い場所にあったり、古来為政者や修験者などの隠し湯など、「ひっそり人知れず、秘境の地に湧出する温泉(湯)」のことを指す。
「秘湯」とは1975年ごろに作られた造語で、考案者は日本秘湯を守る会の設立を提唱した岩木一二三である(昭和2年生まれ、平成13年没)。彼は、1965年(昭和40年)に株式会社朝日旅行会を創業。昭和40年代半ばは、温泉イコール歓楽地が全盛の時代。旅を味わうものとは程遠かった。その頃、彼は戦後の引き揚げ船からみた故国「国破れて山河あり」の万感の郷愁を胸に秘め、一人になって人間を見つめ直したい、そんな想いで山の中の静かな温泉宿を求め全国をめぐり歩いた。そうした旅の実体験と想いをきっかけに、不便な山を歩く旅と素朴な山の温泉宿を通して旅本来の姿を知ってもらおうと、1972年(昭和47年)に「秘湯を歩く会」を創ったのがそもそもの始まり。
山歩きしなくては辿りつけない奥地や陸の孤島だったような交通の便の悪い場所にある温泉宿、山奥の湯治場、豪雪などで半年しか営業できない山の温泉、修験者やかつての藩主の隠し湯など、「ひっそりとして素朴で人に知られていない、秘められてきたような、秘境に湧出する温泉(湯)」を略して命名したものである。彼が「秘湯」という言葉に込めた深淵な想いは、日本秘湯を守る会のガイドブック『日本の秘湯』の序文「秘湯をさがして」の中に今も遺されている。

## 概要

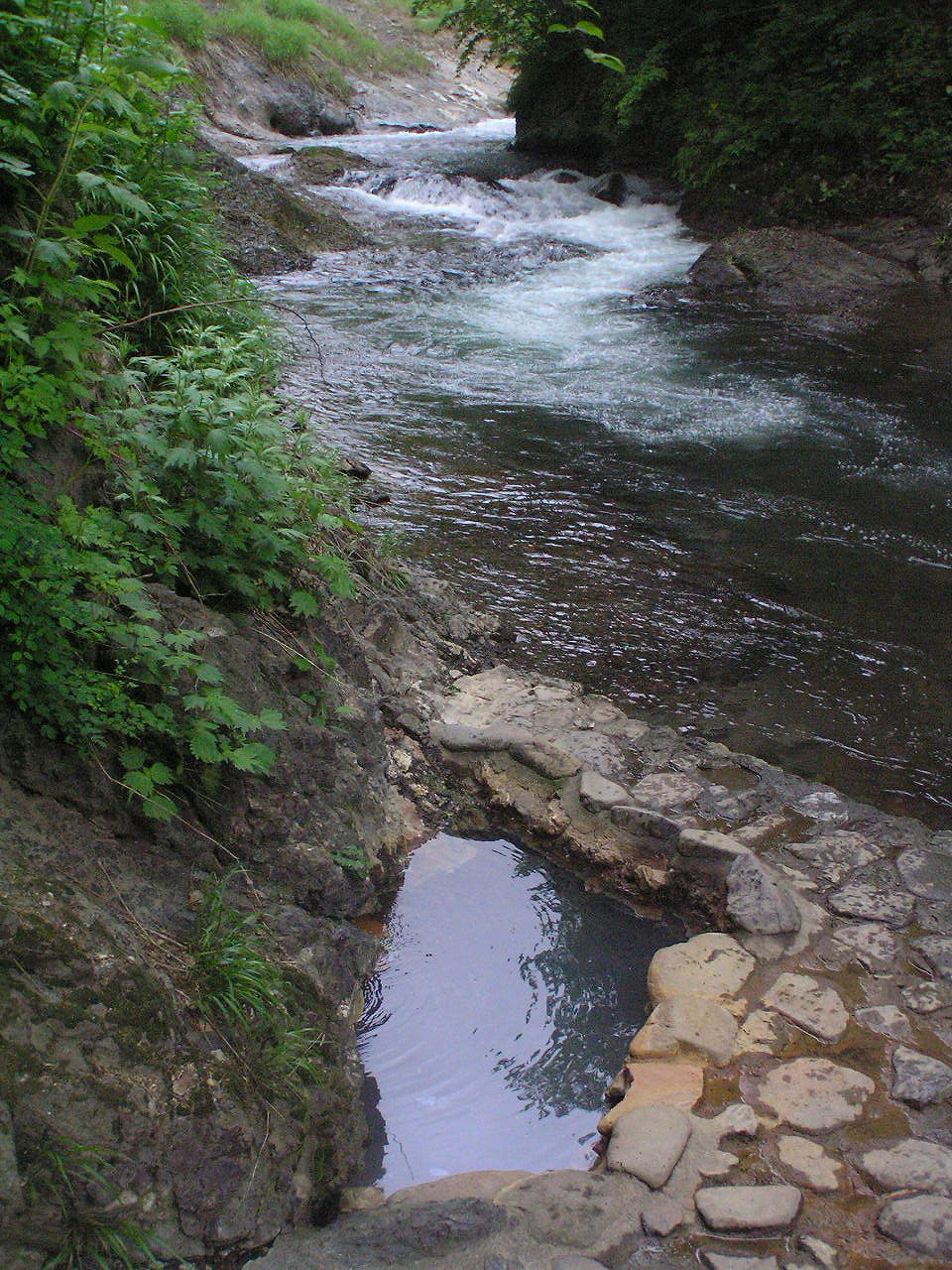
北海道の原生林の中の渓流沿いにぽつりと露天風呂が点在する鹿の湯

古くから山奥のひっそりとした温泉を求める温泉愛好家は数多く存在したが、その傾向が大衆的に強まっていったのは戦後高度成長期以降である。温泉宿が社員旅行の旅行先として使われるようになり、有馬、熱海、別府などに代表されるような大温泉地が歓楽地化するにつれ、素朴な湯治場の雰囲気を温泉を求める温泉ファンは喧騒から離れた僻地や小規模な温泉へ足を運ぶようになった。秘湯という言葉も、この頃から用いられはじめたとされる。
この当時（1960年代）、漫画家であるつげ義春がしきりに僻地の鄙びた温泉地、湯治場へ足を運び当時の温泉や湯治場の雰囲気を多くの作品や旅の絵などに刻印している。また、多くの秘湯ファンにつげの及ぼした影響は大きい。
1980年代に入ると「秘湯」ブームとなり、巨大な温泉宿や歓楽街を有した温泉地よりも山奥の素朴な一軒宿を好む傾向が強まる。ブームにより秘湯の大衆化が進展し、素朴さが特徴であった宿にも快適装備（浴室のシャワーや、水洗トイレなど）が設けられるようになり俗化が進んだ。現時点では、長距離歩かないと本来の意味での秘湯に辿りつくことは容易ではない。

## 日本の主な秘湯

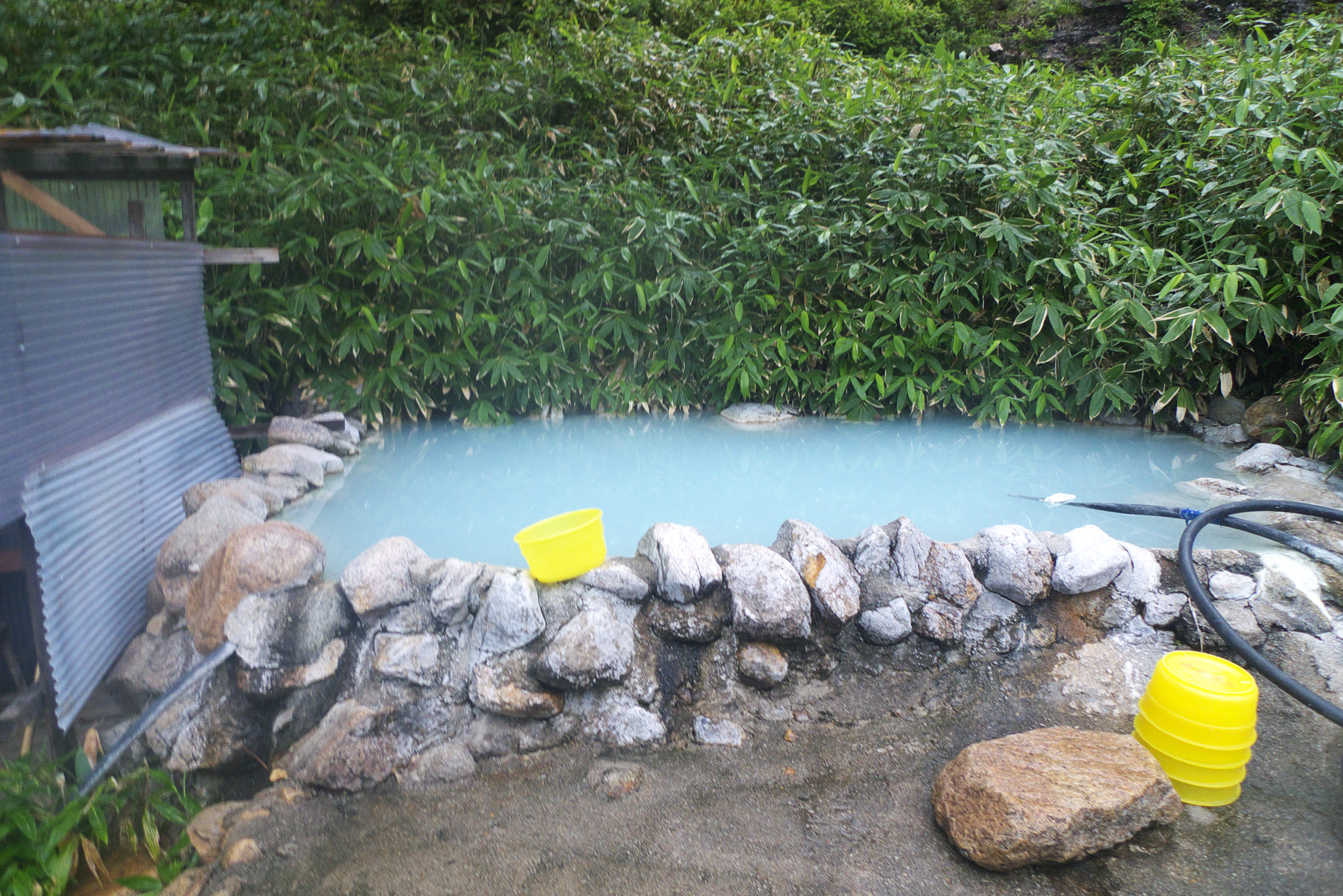
標高2,100m。徒歩約13時間の高天原温泉（富山県富山市）。

何を以って「秘湯」であるとするかは議論の余地が残されているものの、アクセスが困難な秘境らしい環境の温泉を試みに列挙する。
- 高天原温泉（富山県富山市）標高2,100m。徒歩約13時間。
- 仙人温泉（富山県黒部市）標高1,550m。徒歩約8時間。
- 阿曽原温泉（富山県黒部市）標高900m。徒歩約5時間。
- 白馬鑓温泉（長野県北安曇郡白馬村）標高2,100m。徒歩4～5時間。
- 赤岳鉱泉（長野県茅野市）標高2,240m。徒歩約3時間。
- 中岳温泉（北海道上川郡東川町）標高1,840m。徒歩約2時間。
- くろがね温泉（福島県二本松市）標高1,400m。徒歩約2時間。
- 本沢温泉（長野県南佐久郡南牧村）標高2,150m。徒歩約2時間。

いずれも登山装備を要する。

## 「秘湯」の宿
「秘湯」を名乗る上での規制はないため、「秘湯」は自称することが可能である。
もともとは、造語「秘湯」の産みの親である岩木一二三が創業した株式会社朝日旅行（旧・朝日旅行会;2020年3月廃業）の内部団体であった「日本秘湯を守る会(現:一般社団法人)」が、秘湯ブームの源となっている。
日本秘湯を守る会では、宿が入会申請し、審査や視察が行われる。会として独自の「秘湯」その他の基準や要件を満たし審査を通れば、加盟する秘湯の宿として承認される。かつては、自然も豊かで開発の手も届かない辺境の田舎の湯治場だった宿や、除雪できないほどの豪雪地や道路などが冬季封鎖され半年しか営業できない山の温泉宿などが、ほとんどだった。国立公園や国定公園、自然公園などに立地していたり、登山基地となって命の砦になる温泉宿も多い。しかし、秘湯らしかったところが、時代とともに改築や自動車道路の開通等により往時の秘湯のイメージが薄れてしまったところもある。しかし、温泉や自然を保全し、秘湯の文化や歴史を守っていく後継手としてかつ又その探求者としての意義もあり、会員資格はそのまま継続になっている。
1975年(昭和50年)当時は、団体ツアーや娯楽観光ブームの時流に乗り遅れた感のある「ひなびた(寂れた)温泉＝秘湯」と言われることを、温泉旅館自身が好まない風潮だった。そんな中、1982年(昭和57年)に日本秘湯を守る会の冊子『日本の秘湯(第3版)』がテレビ朝日の目に留まり、昼間の番組に秘湯が取りあげられ、次々とテレビを中心に秘湯ブームが起こった。そうして「秘湯」という言葉が浸透するにつれて、一般的なイメージが形造られ、旅人もより「秘湯」らしさを探求するようになった。「秘湯」が旅先になる時代になり、温泉旅館も「秘湯」を好んで名乗るようなった。